# London College of Communication
Das London College of Communication (LCC), ehemals London College of Printing und für kurze Zeit London College of Printing and Distributive Trades ist eine feste Einrichtung der University of the Arts in London. Es liegt im Stadtteil Elephant and Castle. Am LCC studieren rund 5000 Studenten in 60 Kursen. Diese sollen sie für eine Berufslaufbahn im Kreative-Bereich oder in der Medienindustrie vorbereiten. Die Curricula decken die gesamte Spanne von Grundausbildung bis zum Diplom und darüber hinaus auch postgraduale Studien ab. Die Ausbildung ist multimedial und umfasst Grafikdesign und Anzeigengestaltung, Fotografie, Film und Animation, Journalismus, Public Relations, Tontechnik sowie interaktives und räumliches Design.

## Geschichte
1894 eröffnete in der Londoner Saint Bride Lane die Saint Bride Foundation Institute Printing School. Sie diente als Ausbildungs- und Kulturzentrum und beherbergte eine technische Bibliothek und eine Schule für Drucker. Im selben Jahr eröffnete die Guild and Technical School in der Clerkenwell Road. Letztere zog im folgenden Jahr nach Bolt Court um und nannte sich fortan Bolt Court Technical School. Sie wurde 1911 neu aufgebaut und nannte sich London County Council School of Photo-Engraving and Lithography.
1921 wurde die Westminster Day Continuation School gegründet. Sie nannte sich ab 1929 School of Retail Distribution. 1922 zog die Saint Bride Printing School in die Stamford Street um und nannte sich fortan London School of Printing and Kindred Trades (LSPKT). Sie fusionierte 1949 mit der Schule im Bolt Court. Die neue gemeinsame Einrichtung hieß bis 1960 London School of Printing and Graphic Arts (LSPGA) und ab 1960 London College of Printing (LCP). 1964 bezog die Schule neue Räume im Stadtteil Elephant and Castle. 1969 fusionierte die LCP mit dem North Western Polytechnic Department of Printing. Gemeinsam mit der Camberwell School of Arts and crafts, der Central School of Art and Design der Chelsea School of Art, dem College for the Distributive Trades (CDT), dem London College of Fashion und der St Martin’s School of Art bildete die LCP ab 1986 das London Institute. Die LCP und das CDT vereinigten sich 1990 zum London College of Printing and Distributive Trades.
2003 wurde dem London Institute der Status einer Universität verliehen; es wurde zur University of the Arts London. Das LCP nannte sich als Fachbereich dieser Universität ab 2004 London College of Communication.

## Sammlungen und Kurse
Das LCC verfügt über Ausstellungsräume, Photo- und Fernseh-Studios, Dunkelkammern, Studios für interaktive Medien und Animation, Redaktionsräume für Sendungen und Printmedien sowie Workshops für Druck, Schriftsatz, und Buchbinderei.
Seit 2005 findet am LCC die jährliche Hugh-Cudlipp-Vorlesung statt. Seit 2007 beherbergt es das University Archives and Special Collections Centre. Es umfasst unter anderem das Stanley-Kubrick-Archiv und die Tom-Eckersley-Sammlung.

## Minderung des Lehrangebots
Im November 2009 gab es Sit-ins und Proteste der Studenten gegen Minderungen des Lehrangebots und Streichungen von Dozentenstellen. Rund 100 Studenten versuchte, das Büro der Rektorin Sandra Kemp zu besetzen, um gegen mangelhafte Betreuung von Dissertationen zu protestieren. Später besetzten Studenten einen Vorlesungssaal. Mitarbeiter eines privaten Sicherheitsdienstes versuchten, den Saal zu räumen. Dies scheiterte am Widerspruch eines wissenschaftlichen Mitarbeiters, der den Sicherheitsleuten das Recht abstritt, die Studenten zu berühren. Schließlich wurde die Polizei gerufen, die die Studenten aus dem Gebäude schaffte. Einige Studenten wurden anschließend vom Studium am College ausgeschlossen.
Der Dozent für Public Relations trat wegen der Streichungen zurück; es mangele an Personal. Dozenten mit Kurzzeitverträgen bestritten anschließend einen Großteil der Lehre.
Eine Untersuchung der Quality Assurance Agency kam 2011 zu dem Ergebnis, dass die Kurse so wenig den Standards genügten, dass die Noten einiger Studenten angehoben wurden, um dem Rechnung zu tragen. Diese Untersuchung ist die erste ihrer Art; sie folgt dem neuen Whistlebower-Prozess der QAA für Beschwerden über akademische Standards und Qualitätsmängel. Die Untersuchung wurde aufgenommen, nachdem 16 Kurse geschlossen worden waren und 26 Vollzeitstellen unbesetzt geblieben waren.

## Bekannte Absolventen
- Peter Bialobrzeski (* 1961), Fotograf
- Marcus Bleasdale (* 1968), Bildjournalist
- Helen Boaden (* 1956), Chefin von BBC News
- Neville Brody (* 1957), Grafikdesigner
- Rebekah Brooks (* 1968), ehemalige Chefin von News International
- Garry Bushell (* 1955), Journalist und Fernsehmoderator
- Laurence Dunmore, Grafikdesigner und Filmregisseur
- Tommy Hindley (1947–2013), Fotograf
- Rut Blees Luxemburg (* 1967), Fotografin
- Anthony Dod Mantle (* 1955), Kameramann
- Sukumar Ray (1887–1923), bengalischer Dichter und Autor
- Charles Saatchi (* 1943), Werber und Kunsthändler
- Ralph Steadman (* 1936), Autor, Illustrator, Cartoonist und Karikaturist
- Bonnie Wright (* 1991), Schauspielerin